# Donald Menzel

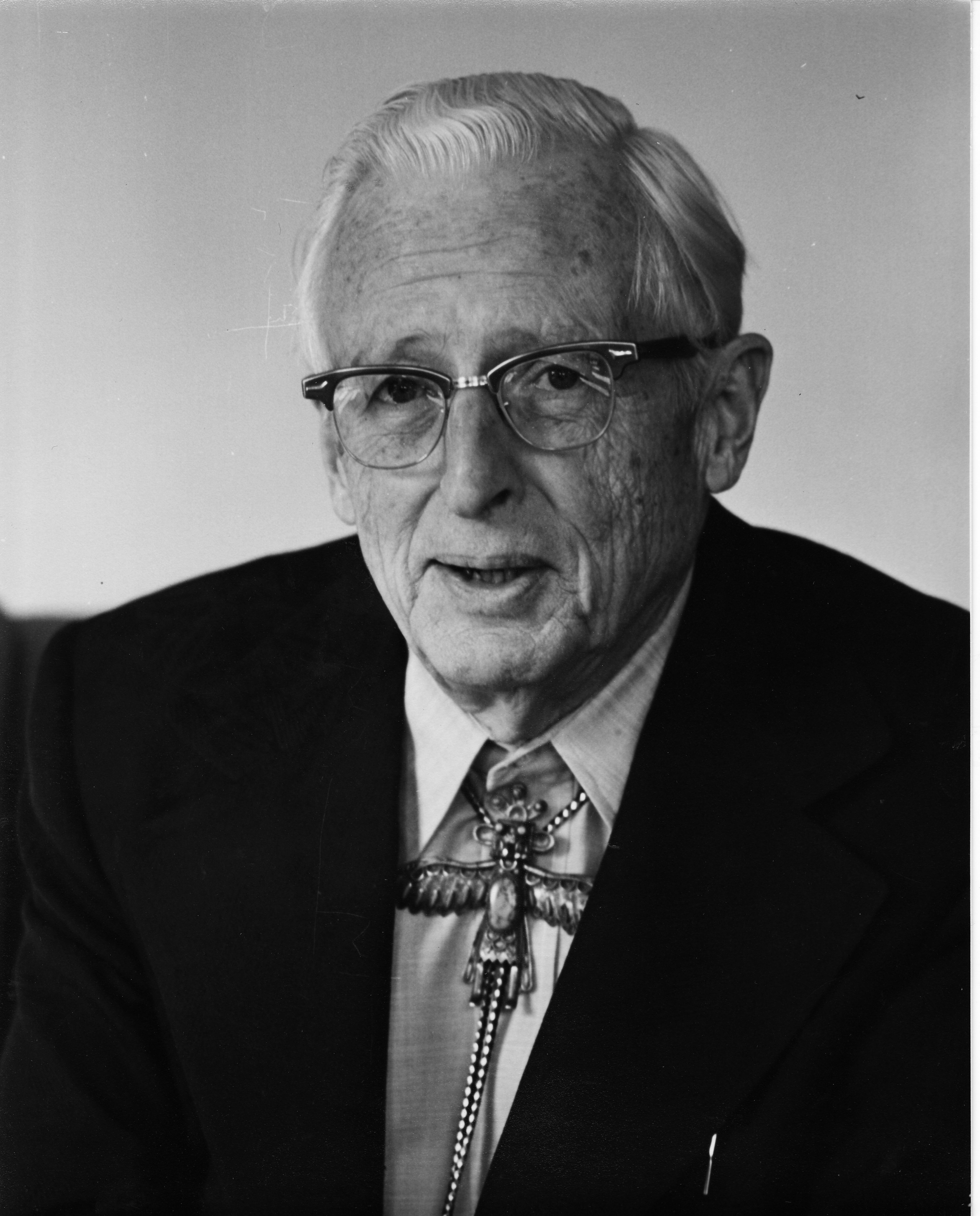
Donald Menzel

Donald Howard Menzel (* 11. April 1901 in Florence, Colorado; † 14. Dezember 1976 in Boston, Massachusetts) war ein amerikanischer Astronom.
Menzel studierte an der University of Denver und erwarb seinen Ph.D. anschließend an der Princeton University. Er arbeitete am Lick-Observatorium, bis er 1932 eine Stellung an der Harvard University annahm. 1934 wurde er in die American Academy of Arts and Sciences gewählt, 1943 in die American Philosophical Society und 1948 in die National Academy of Sciences. Von 1954 bis 1956 war er Präsident der American Astronomical Society.
Menzel arbeitete zunächst auf dem Gebiet der Sonnenforschung. Er entdeckte zusammen mit Gabriel Gideon Cillié, dass die Sonnenkorona eine sehr hohe Temperatur besitzt. Seine Arbeit von 1932 schuf die Vorlage für die später korrekte Interpretation von Spektrallinien eines damals vermuteten chemischen Elements "Coronium". Später wandte er sich Gasnebeln zu. 1922 entdeckte er die später nach ihm benannten Planetarischen Nebel Menzel 1, Menzel 2 und Menzel 3.  Die grundlegenden Prinzipien von Planetarischen Nebeln formulierte er zusammen mit Lawrence Aller und James G. Baker.
Er schrieb u. a. A Field Guide to the Stars and Planets, Teil der Peterson Field Guides. Neben seiner wissenschaftlichen Tätigkeit gehörte Menzel auch zu den Astronomen, die Berichte über angebliche UFO-Sichtungen immer wieder hinterfragten. Er beschäftigte sich in drei Büchern mit der Problematik: Flying Saucers (1953), The World Of Flying Saucers: A Scientific Examination of a Major Myth of the Space Age (1963) und The UFO Enigma: The Definitive Explanation of the UFO Phenomenon (1977). Menzel erklärte 1968 vor dem U.S. House Committee on Science and Astronautics, alle UFO-Sichtungen seien durch natürliche Phänomene zu erklären.
1976 erhielt er den Jules-Janssen-Preis. Nach Menzel wurde der Asteroid (1967) Menzel und der Mondkrater Menzel benannt.